# Yann Legendre
 (juillet 2007).
Si vous disposez d'ouvrages ou d'articles de référence ou si vous connaissez des sites web de qualité traitant du thème abordé ici, merci de compléter l'article en donnant les références utiles à sa vérifiabilité et en les liant à la section « Notes et références ».
Pour les articles homonymes, voir Legendre.
Yann Legendre, né le 1er janvier 1972 en France, est un graphiste français, membre de l'American Institute of Graphic Art.

## Biographie
Après des études à l'Institut d'art visuel d'Orléans, il s’installe à Paris comme designeur indépendant. Il développe une approche visuelle multiforme qu’il appelle Design Life, basée sur l’éclectisme visuel et l’éthographisme[réf. nécessaire].
Il est lauréat de concours nationaux et internationaux pour des projets d’identités visuelles d’affiches et de livres pour des institutions publiques ou privées, des éditeurs, des associations humanitaires[réf. nécessaire]. Ces créations sont exposées dans plusieurs musées à travers le monde. En 2000, il fonde Ragoo, revue d’expériences graphiques et littéraires. Entre 2001 et 2004, il traverse les États-Unis et réalise plusieurs carnets de voyages sur New York, la Californie, le désert d’Arizona et enfin Chicago, où il s’installe durablement en 2005. Il commence à enseigner le design graphique à l'université de l'Illinois et réalise une série d’affiches pour le sommet mondial des inégalités humaines, en 2006, il reçoit un prix de l'American Institute of Graphic Arts, pour ses créations de livres et expose à New York, à l’American Design Center (50 books / 50 covers).
En 2007, il est directeur artistique de Tanagram Partners à Chicago et continue de travailler pour des clients européens tel que le musée de l’Histoire de France à Paris ou le Museo in Erba en Suisse.
Illustrateur, directeur artistique français connu et reconnu internationalement, il développe cependant des univers plus célèbres côté américain.
Il alterne les formats en artiste éclectique, imprévisible et doué, et explore aussi bien les domaines des affiches de théâtre, de cinéma et de la publicité, des illustrations pour la presse, couvertures de livres, pochettes de CD et de DVD, et de dessins de bande dessinée, qu'en s'intéressant à des Cosmographies à la portée de contes universels.
De retour en France depuis peu, il vit à Bordeaux, dessine, entre autres activités, les « portraits » du Monde, et réalise son rêve d'adolescent d'explorer la bande dessinée de science-fiction et d'anticipation.
En 2022, il en publie une chez Albin Michel avec le scénariste Serge Lehman, intitulée Vega. Le récit, qui multiplie les prophéties, commence en 2060. Il évoque notamment une extinction des orangs-outans et l'héroïne du livre, Ann Vega, a pour mission d'exfiltrer la dernière femelle de l'espèce vers une arche spatiale dans l'espoir de l'éloigner de tous les prédateurs humains.